# Hans-Jürgen Stumpff
Hans-Jürgen Stumpff (Kolberg, 15 giugno 1889 – Francoforte sul Meno, 9 marzo 1968) è stato un generale tedesco della Luftwaffe durante la seconda guerra mondiale.

## Biografia
Nato il 15 giugno 1889 a Kolberg (oggi Kołobrzeg, in Polonia), Stumpff fu arruolato nel 1907 nel 12º reggimento granatieri del Brandeburgo. Promosso sottotenente un anno dopo, allo scoppio della prima guerra mondiale servì nello Stato Maggiore, diventando capitano alla fine del conflitto.
Durante la Repubblica di Weimar lavorò al Ministero della difesa.
Il 1º settembre 1933 Stumpff, ora tenente colonnello, divenne capo del personale nella nascente Luftwaffe (l'aeronautica militare voluta da Adolf Hitler) passando poi a capo di Stato Maggiore dal 1º giugno 1937 al 1º gennaio 1939. Nel 1938 intanto era già stato avanzato al grado di General der Flieger.
La seconda guerra mondiale lo vide inizialmente al comando della Luftflotte 1 (1ª flotta aerea, dall'11 gennaio al 10 maggio 1940); il 19 luglio 1940 fu promosso Generaloberst e gli venne concessa la Croce di Cavaliere della Croce di Ferro, quando già da circa due mesi era comandante della Luftflotte 5 che guidò tra l'altro durante la battaglia d'Inghilterra. Il 5 febbraio 1944 fu chiamato a difendere i cieli della Germania dai quadrimotori Alleati al comando della Luftflotte Reich. L'8 maggio 1945 Stumpff rappresentò la Luftwaffe alla firma della resa incondizionata del suo paese.
Preso prigioniero dagli inglesi, fu liberato nel 1947 e morì a Francoforte sul Meno il 9 marzo 1968.